# Isabel Bolena, Condessa de Wiltshire
Isabel Howard, mais tarde Isabel Bolena (em inglês: Elizabeth; c. 1480 — 3 de abril de 1538) foi a mais velha das duas filhas de Tomás Howard, 2.º Duque de Norfolk e da sua primeira esposa Isabel Tilney. Ela era também um descendente direta do rei Eduardo I. É mais famosa por ter sido a mãe de Ana Bolena e tia de Catarina Howard, a segunda e a quinta esposa do rei Henrique VIII de Inglaterra. Como tal, ela também foi a avó materna da rainha Isabel I de Inglaterra.

## Biografia

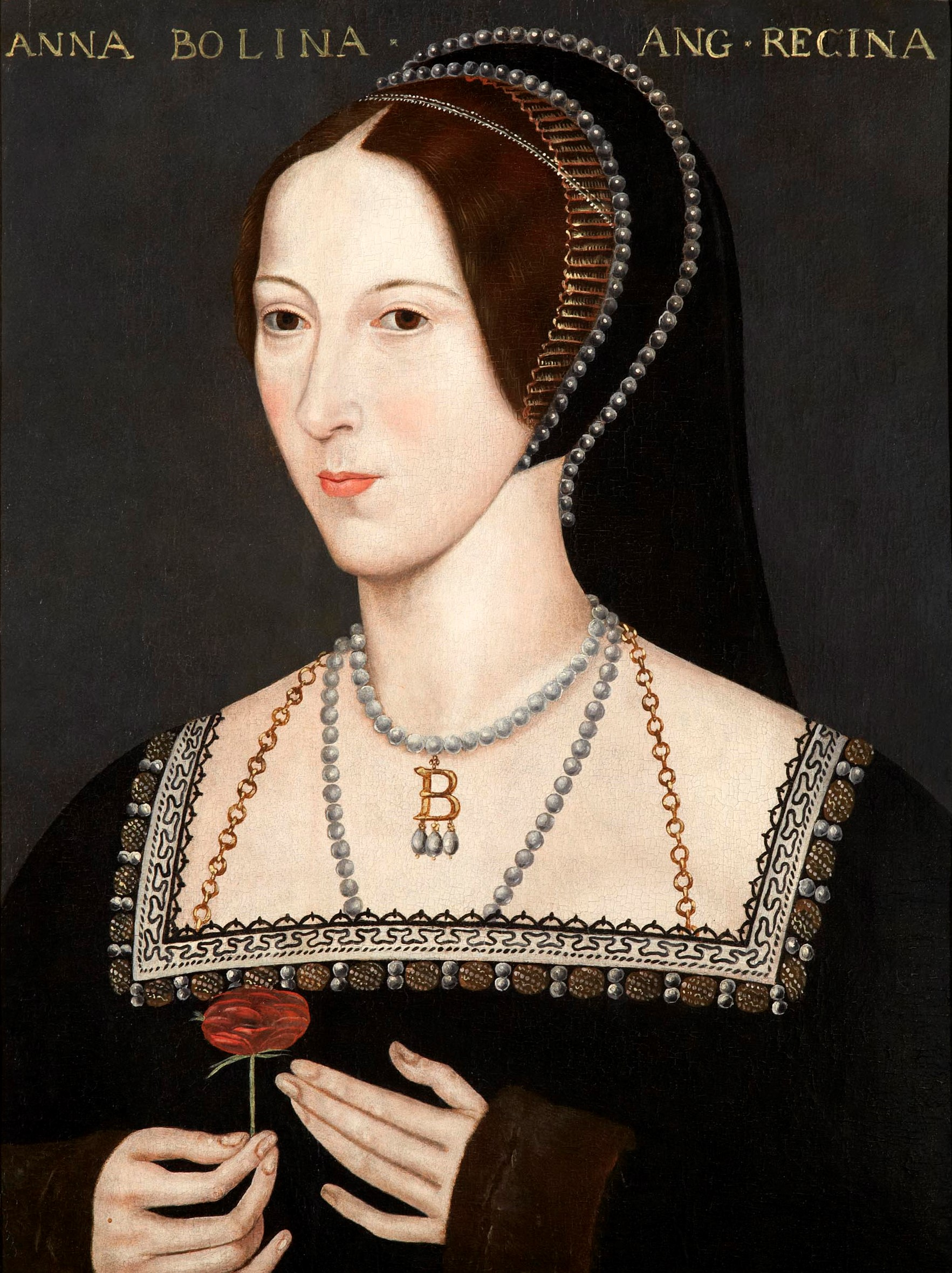
Sua infortunada filha Ana Bolena

A sua família conseguiu sobreviver à queda do seu patrono, o rei Ricardo III, que foi morto na Batalha de Bosworth em 1485 e suplantado pela vitória do rei Henrique VII. Isabel foi com sucesso para a Corte, ainda jovem.
Foi enquanto estava lá que ela conheceu Tomás Bolena, um jovem cortesão ambicioso, com quem se casou.

## Descendência
O casal teve cinco filhos:
- Maria Bolena, amante de Henrique VIII (c. 1499 - 19 de julho de 1543). Casou-se com o cortesão Guilherme Carey e em seguida com Guilherme Sttaford. Teve dois filhos de seu primeiro casamento: Catarina Carey Knollys e Henrique Carey, 1.º barão Hudson. De seu segundo casamento, nasceram Ana e Eduardo Sttaford.
- Ana Bolena, segunda rainha consorte de Henrique VIII de Inglaterra (c. 1501/1507 - 19 de maio de 1536). Foi acusada de adultério com diversos homens entre eles William Brereton e de incesto com o próprio irmão, sendo condenada à decapitação na Torre de Londres. Foi enterrada na Capela Real de São Pedro ad Vincula.
- Jorge Bolena (c. 1504 - 17 de maio de 1536). Casou-se com Joana Parker, viscondessa de Rochford. Ele teve sua cabeça decepada assim como sua irmã como punição pelo suposto adultério entre irmãos. Está enterrado na Capela Real de São Pedro ad Vincula.
- Tomás Bolena - pensa-se ter morrido jovem.
- Henrique Bolena - pensa-se ter morrido jovem.